# مديرية المخابرات الرئيسية (الاتحاد السوفيتي)
تحية خاصةلمديرية المخابرات الرئيسية (بالروسية: Гла́вное разве́дывательное управле́ние)‏ tr. [ˈglavnəjə rɐzˈvʲɛdɨvətʲɪlʲnəjə ʊprɐˈvlʲenʲɪjə]  اختصارًا GRU (بالروسية: ГРУ)‏، كانت وكالة الاستخبارات العسكرية الأجنبية للأركان العامة للجيش السوفيتي

## التاريخ
تشكلت أول GRU في روسيا في 21 أكتوبر 1918 تحت رعاية ليون تروتسكي، ثم القائد المدني للجيش الأحمر؛  كانت تعرف في الأصل باسم وكالة التسجيل ( Registrupravlenie ، أو RU). كان سيميون أرالوف أول رئيس لها. في في السنوات الأولى من تاريخ GRU، كتب ريموند دبليو ليونارد: 
 كما تم تأسيسه في الأصل، لم تكن إدارة التسجيل تابعة مباشرة لهيئة الأركان العامة (في الوقت الذي كان يسمى طاقم الجيش الأحمر الميداني)   - Polevoi Shtab ). من الناحية الإدارية، كانت الإدارة الثالثة لإدارة عمليات الموظفين الميدانيين. في يوليو 1920، أصبحت RU الثانية من أربع إدارات رئيسية في مديرية العمليات. حتى عام 1921، كان يطلق عليها عادة Registrupr (قسم التسجيل). في تلك السنة ، في أعقاب الحرب السوفيتية البولندية، كانت في المرتبة الأولى لتصبح المديرية الثانية (الاستخبارات) لأركان الجيش الأحمر، وكانت تعرف فيما بعد باسم Razvedupr. من المحتمل أن يكون هذا ناتجًا عن مسؤولياتها الأساسية في وقت السلم كمصدر رئيسي للمخابرات الأجنبية للقيادة السوفيتية. كجزء من إعادة تنظيم رئيسية للجيش الأحمر، في وقت ما في عام 1925 أو 1926، أصبحت RU (ثم Razvedyvatelnoe Upravlenye) هي الإدارة الرابعة (الاستخبارات) لأركان الجيش الأحمر، وكانت تعرف فيما بعد باسم "الإدارة الرابعة". " طوال معظم فترة ما بين الحربين العالميتين، أطلق عليها الرجال والنساء الذين عملوا في المخابرات التابعة للجيش الأحمر إما الإدارة الرابعة أو جهاز المخابرات أو Razvedupr أو RU. […] نتيجة لإعادة التنظيم [في عام 1926]، التي نُفذت جزئيًا لتفكيك قبضة تروتسكي على الجيش، يبدو أن الإدارة الرابعة وضعت مباشرة تحت سيطرة مجلس الدولة للدفاع (Gosudarstvennaia komissiia oborony)، أو GKO)، خليفة RVSR. بعد ذلك، تم توجيه تحليلاته وتقاريره مباشرة إلى GKO والمكتب السياسي، على ما يبدو حتى تجاوز طاقم الجيش الأحمر. 

## رؤساء
| No.  | رئيس                 | مصطلح                     | زعيم (ق) خدم تحت                                                                                           |
| ---- | -------------------- | ------------------------- | --- |
| 1    | سيميون أرالوف        | نوفمبر 1918 - يوليو 1919  | فلاديمير لينين                                                                                             |
| 2    | سيرجي غوسيف          | يوليو 1919 - يناير 1920   | فلاديمير لينين                                                                                             |
| 3    | جورجي بيتاكوف        | يناير 1920 - فبراير 1920  | فلاديمير لينين                                                                                             |
| 4    | فولديمار أوسيم       | فبراير 1920 - أغسطس 1920  | فلاديمير لينين                                                                                             |
| 5    | يان لنتسمان          | أغسطس 1920 - أبريل 1921   | فلاديمير لينين                                                                                             |
| 6    | أرفيد زيوت           | أبريل 1921 - مارس 1924    | فلاديمير لينين </br> جوزيف ستالين                                                                          |
| 7    | يان كارلوفيتش بيرزين | 1924 - أبريل 1935         | جوزيف ستالين                                                                                               |
| 8    | سيميون اوريتسكي      | أبريل 1935 - يوليو 1937   | جوزيف ستالين                                                                                               |
| (7)  | يان كارلوفيتش بيرزين | يوليو 1937 - أغسطس 1937   | جوزيف ستالين                                                                                               |
| 9    | الكسندر نيكونوف      | أغسطس 1937 - أغسطس 1937   | جوزيف ستالين                                                                                               |
| 10   | سيميون جيندين        | سبتمبر 1937 - أكتوبر 1938 | جوزيف ستالين                                                                                               |
| 11   | ألكسندر أورلوف       | أكتوبر 1938 - أبريل 1939  | جوزيف ستالين                                                                                               |
| 12   | إيفان بروسكوروف      | أبريل 1939 - يوليو 1940   | جوزيف ستالين                                                                                               |
| 13   | فيليب جوليكوف        | يوليو 1940 - أكتوبر 1941  | جوزيف ستالين                                                                                               |
| 14   | أليكسي بانفيلوف      | أكتوبر 1941 - نوفمبر 1942 | جوزيف ستالين                                                                                               |
| 15   | إيفان إليشيف         | نوفمبر 1942 - يونيو 1945  | جوزيف ستالين                                                                                               |
| 16   | فيودور كوزنيتسوف     | يونيو 1945 - نوفمبر 1947  | جوزيف ستالين                                                                                               |
| 17   | نيكولاي تروسوف       | سبتمبر 1947 - يناير 1949  | جوزيف ستالين                                                                                               |
| 18   | ماتفي زاخاروف        | يناير 1949 - يونيو 1952   | جوزيف ستالين                                                                                               |
| 19   | ميخائيل شالين        | يونيو 1952 - أغسطس 1956   | جوزيف ستالين </br> نيكيتا خروتشوف                                                                          |
| 20   | سيرجي شتمينكو        | أغسطس 1956 - أكتوبر 1957  | نيكيتا خروتشوف                                                                                             |
| (19) | ميخائيل شالين        | أكتوبر 1957 - ديسمبر 1958 | نيكيتا خروتشوف                                                                                             |
| 21   | إيفان سيروف          | ديسمبر 1958 - فبراير 1963 | نيكيتا خروتشوف                                                                                             |
| 22   | بيوتر ايفاشوتين      | مارس 1963 - يوليو 1987    | نيكيتا خروتشوف </br> ليونيد بريجنيف </br> يوري أندروبوف </br> كونستانتين تشيرنينكو </br> ميخائيل جورباتشوف |
| 23   | فلادين ميخائيلوف     | يوليو 1987 - أكتوبر 1991  | ميخائيل جورباتشوف                                                                                          |